# Фудзівара но Канеіє
Фудзівара но Канеіє (*藤原 兼家, 929  —26 липня 990) — регент (сешшьо) Японії у 986—990 роках.

## Життєпис
Походив з аристокартичного роду Фудзівара. Третій син Фудзівара но Моросуке, Правого міністра, і Фудзівара но Сейші. Народився у 929 році. Розпочав службу при дворі у 945 році. У 948 році отримав молодший п'ятий ранг. У 950 році поступає до Відомства прислуги. У 951 році стає членом Департамента фінансів.
У 955 році призначається кокусі провінції Кії. У 956 році стає радником третього рангу, завдяки цьому увійшов до куґе. 960 року йому надано старший п'ятий ранг, а 962 року — молодший четвертий ранг. У 964 році призначено поліцейським очільником Кіото. 967 році як кокусі очолив провінцію Міно.
У 970 році призначається середнім державним радником. У 972 році стає старшим державним радником. У 977 році призначено Міністром церемоній. У 978 році стає Правим міністром з молодшим другим рангом. У 979 році отримує старший другий ранг.
У 986 році домігся сходженю на трон свого онука Канехіто як імператор Ітідзьо. При ньому стає регентом (сешшьо). Керував за імператора до 990 року. У 989 році отримує посаду великого державного міністра.
У 990 році через хворобу складає повноваження регента, стає кампаку. Але невдовзі відмовляється від посади на користь старшого сина Фудзівара но Мітітаки. Сам Канеіє стає буддистським ченцем. Втім у липні 990 року помирає.

## Родина
1. Дружина — Токіхіме, донька Фудзівара но Такамаса
Діти:
- Фудзівара но Мітітака (953—995), сешшьо у 990—993 роках, кампаку в 993—995 роках
- Фудзівара но Мітікане (961—995), кампаку в 995 році
- Фудзівара но Мітінаґа (966—1028), сешшьо в 1016—1017 роках
- Тоші (954—982), дружина імператора Рейзей
- Сенші (962—1002), дружина імператора Ен'ю

2. Дружина — Мітіцуна но Хана, донька Фудзівара но Томоясу
Діти:
- Фудзівара но Мітіцуна (955—1020), старший державний радник. Його невістка Акіко стала поетесою.

3. Дружина — Ясукона-ішінно, донька імператора Муракамі
дітей не було
4. Дружина — Таі но Анката, донька Фудзівара но Кунінорі
Діти:
- Ясуко (974—1004), дружина імператора Сандзьо

5. Дружина — донька Фудзівара но Тадамото
Діти:
- Фудзівара но Мітійоші

6. Дружина — донька Мінамото но Канетада
Діти:
- донька